# DPS Film Roman
DPS Film Roman est un studio d'animation américain situé à Los Angeles. En plus de ses propres productions, DPS Film Roman est chargé de l'animation des séries Les Simpson (The Simpsons) et Les Rois du Texas. DPS Film Roman est aussi un studio d'effets spéciaux pour le cinéma.
La société a été créée sous le nom de Film Roman en 1984 par l'animateur Phil Roman. Elle  a été rebaptisée DPS Film Roman en 2004. DPS Film Roman fait partie du groupe IDT Entertainment.

## Productions

### Séries télévisées
- 1988 : Garfield et ses amis
- 1990 : Le Monde de Bobby
- 1991 : Grimmy
- De 1992 à 2016 : Les Simpsons (Co-production avec FOX Broadcasting Company et Gracie Films)
- 1993 : Mighty Max
- 1993 : Cro  (Co-production avec Children's Television Workshop)
- 1995 : The Mask, la série animée
- 1995 : Les Histoires farfelues de Félix le Chat
- 1995 : Klutter! (Co-production avec 20th Television Animation)
- 1996 : C Bear et Jamal
- 1996 : Bruno le Kid (Co-production avec Bardel Animation,Funbag Animation Studios,Philippines Animation Studios,Dai Won,Flying Heart Films,TAURUS Film GmbH & Co.,Nickelodeon U.K.,Nicktoons U.K.,Camelot Entertainment Sales et Active Entertainment)
- De 1999 à 2000 : Les Griffin (Co-production avec FOX et Fuzzy Door )
- 2000 : X-Men: Evolution
- 2004 : Les Décalés du cosmos (Co-production avec CinéGroupe)
- 2006 : Wow! Wow! Wubze! (Co-production avec Bolder Media For Boys and Girls and Starz)
- 2010 : Avengers : L'Équipe des super-héros